# فندق غزالة
فندق غزالة جاردنز (فندق غزالة) هو فندق من يحتوي على 176 غرفة من فئة أربع نجوم في منطقة خليج نعمة في منتجع شرم الشيخ المصري، في شبه جزيرة سيناء. في 23 يوليو 2005 في حوالي الساعة 01:15 بالتوقيت المحلي (22:15 بالتوقيت العالمي ) قاد إرهابي شاحنة صغيرة محملة بالمتفجرات من خلال الواجهة الزجاجية وفي الردهة الأمامية. بعد ثوان، انفجرت الشاحنة، مما أسفر عن مقتل عدد من الناس وتجريف اللوبي. ليس من المعروف بالضبط عدد الذين لقوا حتفهم في هجوم حديقة غزالة، ولكن ما مجموعه حوالي 90 تقريبا لقوا مصرعهم في سلسلة من الهجمات في تلك الليلة. في الأسابيع التي تلت الانفجارات، تم هدم بقايا الفندق.

## إعادة الإعمار
بعد هجمات 23 يوليو تم إعادة بناء الفندق. تم بناء فندق غزالة جاردنز الذي تم بناؤه حديثًا على طراز مغاربي، ويحتوي الآن على 284 غرفة مزدوجة مرفهة مقسمة إلى عدة مباني من طابقين موزعة حول حدائق ذات مناظر طبيعية.

## روابط خارجية
- وصف الهجوم من الجارديان

1. ↑  وصلة مرجع: https://yellowpages.com.eg/en/search/sharm-el-sheikh-ghazala-gardens-hotel/253.